# یخچال حاج آقا محمد لطفی
یخچال حاج آقا محمد لطفی مربوط به دوره قاجار است و در شهرستان شاهرود، بخش مرکزی، روستای دیزج واقع شده و این اثر در تاریخ ۹ اردیبهشت ۱۳۸۲ با شمارهٔ ثبت ۸۶۱۱ به‌عنوان یکی از آثار ملی ایران به ثبت رسیده است.